# 世界 (舞者)
世界（日语：／ Sekai，1991年2月21日—）本名為山本世界（日语：／ Yamamoto Sekai），是日本的舞者和藝人。同時是組合EXILE和FANTASTICS的成員之一。神奈川県葉山町出身。

## 來歷
- 2010年 在紐約舉行的舞蹈大賽「STEP YA GAME UP 2010」中的TOP4。

- 2012年「STEP YA GAME UP 2012」的HIP HOP部門獲勝[2]。

- 2014年4月27日「EXILE PERFORMER BATTLE AUDITION」中合格並加入EXILE成為成員之一[3]。同年組成跳舞團體「XXIV CLAN」（現FTHEB）。

- 2016年12月29日 FANTASTICS from EXILE TRIBE結成同時擔任隊長一職。

## 人物
- 母親曾在寶塚歌劇團活動[2]。
- 因為母親經營跳舞教室的影響下，兩歲便開始跳舞[2]。
- 小學四年級至中學一年級期間擔演過四季劇團的舞台劇『獅子王』的年幼辛巴一角[2]。
- 熱愛跳舞之餘也相當熱衷動漫和電玩，
- 不時會跟FTHBE成員之一兼好友Toyotaka深夜練舞，也會互相拍攝freestyle的舞蹈短片。

## 參與團體
- EXILE（2014年4月27日 - ）
- FTHEB（2014年 - ）[4] 前身為XXIV CLAN
- FANTASTICS from EXILE TRIBE（2017年 - ）

## 演出

### 舞台
- 四季劇團 獅子王（2001年 - 2003年） - 飾演 年幼辛巴
- DANCE EARTH ～生命的鼓動～（2013年）

### 演唱會
- 楊千嬅 World Tour Live Hong Kong "Ladies&Gentlemen"（2010年）
- 三浦大知 "DAICHI MIURA LIVE TOUR 2011 ～Synesthesia～"（2011年）
- ケツメイシ "あれっ? このおじさん達見たことある! そうです! 下のほうでFes2011 テッテレー♪"（2011年）
- ケツメイシ "闇から光へ尿意ドーン! ケツメイシTOUR 2013 ～エッ? 追加公演? いつやるの? …今でしょ!"（2013年）

### 電視劇
- ナイトヒーロー NAOTO 第3集（2016年4月、東京電視台）- 片尾跳舞片段[5]

### 網上平台節目
- DANCER'S PRIDE（2016年12月25日、2017年1月8日、AbemaTV）[6]

### 電視動畫
- 遊戲王GO RUSH（2022年） - 飾演 The☆Yeti雪男
- 某大叔的VRMMO活動記（2023年） - 飾演 綠戰士[7]
- 吸血鬼男子宿舍（2024年） - 飾演 學長B
- 離開A級隊伍的我，和從前的弟子往迷宮深處邁進（2025年） - 飾演 巴利[8]

### 劇場動畫
- 劇場版 關於我轉生變成史萊姆這檔事 紅蓮之絆篇（2022年） - 飾演 富士[9]
- 劇場版城市獵人 天使之淚（2023年） - 飾演 莫西干嫌疑人[10]

### MV
- 清水翔太「マダオワラナイ」（2011年）
- 三浦大知「SHOUT IT -LIVE EDITION-」（2011年）
- EXILE SHOKICHI「IGNITION」（2015年） - 作為XXIV CLAN（現FTHEB）成員演出
- GENERATIONS from EXILE TRIBE「AGEHA」（2016年）

## 脚注
1. ↑  . Musicman-net. 2015-03-14  [2018-11-19]. （原始内容存档于2018-11-19）.
2. 1 2 3 4  . ORICON NEWS. 2014-04-27  [2018-10-17]. （原始内容存档于2014-04-28）.
3. ↑  . スポニチ. 2014-04-27  [2018-10-21]. （原始内容存档于2017-08-14）.
4. ↑  . Dews (デュース). 2016-05-02  [2016-05-15]. （原始内容存档于2020-05-30）.
5. ↑  . モデルプレス. 2016-03-19  [2016-03-19]. （原始内容存档于2016-04-09）.
6. ↑  . Fashion-J. 2016-12-17  [2016-12-17]. （原始内容存档于2016-12-21）.
7. ↑  . Comic Natalie. 2023-11-03  [2023-11-03]. （原始内容存档于2023-11-07） （日语）.
8. ↑  . Comic Natalie. 2024-11-12  [2024-11-12]. （原始内容存档于2024-11-13） （日语）.
9. ↑  . Comic Natalie. 2022-10-07  [2022-10-07]. （原始内容存档于2023-08-03） （日语）.
10. ↑  . Comic Natalie. 2023-08-04  [2023-08-04]. （原始内容存档于2023-08-04） （日语）.

## 外部連結
- PROFILE｜EXILE Official Website （页面存档备份，存于）
- SEKAI.EXILE/FANTASTICS/FTHEB的Instagram帳戶
- SEKAI的X（前Twitter）